# Temuka
Temuka – miasto w Nowej Zelandii. Położone we wschodniej części Wyspy Południowej, w regionie Canterbury, 4041 mieszkańców. (dane szacunkowe – styczeń 2010).